# John Walker (Filmproduzent)
John Walker (* 21. April 1956) ist ein US-amerikanischer Filmproduzent, Synchronsprecher und Drehbuchautor.

## Leben
John Walker besuchte die Elgin High School in Illinois. Später schloss er die University of Notre Dame ab und studierte Theaterausbildung am American Conservatory Theater in San Francisco, Kalifornien.
Er ist mit der Schauspielerin Pamela Gaye Walker verheiratet, mit der er seit 2015 in 25 Shows aufgetreten ist.
2018 wurde er in die Academy of Motion Picture Arts and Sciences berufen, die jährlich die Oscars vergibt.

## Filmografie (Auswahl)
- 1989–2006: Great Performances (Fernsehserie, 7 Episoden)
- 1999: Der Gigant aus dem All
- 2001: Osmosis Jones
- 2004: Die Unglaublichen – The Incredibles
- 2015: A World Beyond
- 2018: Die Unglaublichen 2

## Auszeichnungen
Producers Guild of America Award
- 2005: Nominiert in der Kategorie Bester Kinofilm für Die Unglaublichen – The Incredibles

Gold Derby Awards
- 2005: Nominiert in der Kategorie Bester Film für Die Unglaublichen – The Incredibles

BAFTA Awards
- 2005: Ausgezeichnet in der Kategorie Bester Spielfilm für Die Unglaublichen – The Incredibles

Online Film & Television Association
- 2005: Ausgezeichnet in der Kategorie Best Animated Picture für Die Unglaublichen – The Incredibles

DVD Exclusive Awards
- 2006: Nominiert in der Kategorie Bester Audiokommentar für Die Unglaublichen – The Incredibles